# Рангпур (регіон)
 Рангпур (бенг. রাজশাহী বিভাগ) — регіон Бангладеш, розташований на півночі держави. Адміністративний центр — місто Рангпур.

## Історія
26 січня 2010 року уряд Бангладеш оголосив про створення сьомого регіону — Рангпур. Регіон складається з восьми округів, які раніше входили до складу Раджшахі.

## Округи
- Дінаджпур
- Гайбандха
- Куріграм
- Лалмонірхат
- Нілпхамарі
- Панчагарх
- Рангпур
- Тхакургаон

## Населення
Загальна чисельність населення регіону Рангпур становить 15 665 000 осіб (2011).